# Guillaume de Chateauneuf
Guillaume de Chateauneuf (zm. 1258) – 19 wielki mistrz joannitów w latach 1242–1258.